# Anaplectoides brunneomedia
Anaplectoides brunneomedia là một loài bướm đêm thuộc họ Noctuidae. Nó được tìm thấy ở only a few localities in dãy núi Appalachian ở Tây Virginia, Virginia, Kentucky, Tennessee, và North Carolina.
Sải cánh dài khoảng 40 mm. Con trưởng thành bay từ tháng 6 đến tháng 8.